# RD-0236
RD-0236 (GRAU Index 15D114)はN2O4とUDMHをガス発生器サイクルで燃焼する液体式ロケットバーニアエンジンである。UR-100UTTKhの2段目ではRD-0235主エンジンと共に使用された。4基それぞれのノズルを平面内で傾けるジンバルによる推力偏向制御を備える。 エンジンの生産は終了したものの、2015年時点においてICBMと同様にロコットとストレラとして運用中である。。